# Когда пал Херсонес
«Когда пал Херсонес» — исторический роман русского писателя Антонина Ладинского, рассказывающий о крещении Руси. Был впервые опубликован в 1938 году в Европе под названием «Голубь над Понтом». В 1959 году в Советском Союзе был издан новый вариант романа под окончательным названием. Книга получила высокие оценки литературоведов и историков.

## Сюжет
Действие романа происходит в конце X века. Главный герой — византийский друнгарий Ираклий Метафраст, вымышленный персонаж, наделённый определёнными чертами Симеона Метафраста и Михаила Пселла. Он сопровождает объект своей платонической любви, царевну Анну, на Русь, где та становится женой князя Владимира. На глазах Ираклия происходит крещение огромной страны, и он начинает видеть в недоразвитости «варварского» народа нравственную чистоту и спасение от византийской порчи.
Позже Ираклий Метафраст возвращается на родину. В финале романа он становится свидетелем разгрома болгар в битве на Клейдионе и расправы над пленными и осуждает жестокость императора Василия.

## Создание и оценки
Антонин Ладинский, живший с 1924 года в Париже, пришёл в литературу как поэт, но с 1929 года писал и прозу. Известно, что на литературном вечере в апреле 1935 года он читал собравшимся свои «византийские рассказы» о царевне Анне, осаде Корсуня, рукоположении друнгария. К 1938 году Ладинский создал на этом материале роман «Голубь над Понтом», который был опубликован в Таллине. После возвращения на родину (1955) автор решил переиздать книгу, рассчитывая благодаря «Голубю» занять хорошие позиции в советском писательском сообществе. Он получил одобрительную рецензию византиниста Александра Каждана (1957), но текст романа всё же пришлось в значительной части переделать. Книга вышла только в 1959 году под новым названием — «Когда пал Херсонес». Благодаря этому в 1961 году Ладинского приняли в Союз писателей СССР.
Вера Инбер в рецензии на роман, опубликованной в «Литературной газете», охарактеризовала Ладинского как «интересного писателя, зрелого мастера, превосходного стилиста», а его книгу — как «примечательное явление русской литературы, плод огромной эрудиции, результат глубокого проникновения в эпоху, известную, по-видимому, только историкам, да и то, конечно, не всем». Роман высоко оценили и многие историки. Александр Немировский отметил многомерность художественного мира и удачный выбор героя, глазами которого читатель смотрит на описываемые события, Владимир Пашуто счёл «блестящим» уровень раскрытия отношений между Византией, Болгарией и Русью. Для Олега Рапова «Когда пал Херсонес» — «прекрасное художественное произведение», которое «верно отражает эпоху и её особенности».
Позже Ладинский написал ещё два исторических романа о Киевской Руси, «Анна Ярославна — королева Франции» и «Последний путь Владимира Мономаха», в которых повествование тоже ведётся от первого лица. Все эти книги считаются условной трилогией. Историки оценивают их очень высоко, мнения литературоведов расходятся. Например, Вольфганг Казак пишет, что романы Ладинского, включая «Когда пал Херсонес», «страдают длиннотами и не отличаются ни верностью историческим фактам, ни хотя бы отдалённым соответствием духу описываемой эпохи».